# Singles Collection
 (décembre 2020).
La mise en forme du texte ne suit pas les recommandations de Wikipédia : il faut le « wikifier ».
Les points d'amélioration suivants sont les cas les plus fréquents :
- Les titres sont pré-formatés par le logiciel. Ils ne sont ni en capitales, ni en gras.
- Le texte ne doit pas être écrit en capitales (les noms de famille non plus), ni en gras, ni en italique, ni en « petit »…
- Le gras n'est utilisé que pour surligner le titre de l'article dans l'introduction, une seule fois.
- L'italique est rarement utilisé : mots en langue étrangère, titres d'œuvres, noms de bateaux, etc.
- Les citations ne sont pas en italique mais en corps de texte normal. Elles sont entourées par des guillemets français : « et ».
- Les listes à puces sont à éviter, des paragraphes rédigés étant largement préférés. Les tableaux sont à réserver à la présentation de données structurées (résultats, etc.).
- Les appels de note de bas de page (petits chiffres en exposant, introduits par l'outil «  Source ») sont à placer entre la fin de phrase et le point final[comme ça].
- Les liens internes (vers d'autres articles de Wikipédia) sont à choisir avec parcimonie. Créez des liens vers des articles approfondissant le sujet. Les termes génériques sans rapport avec le sujet sont à éviter, ainsi que les répétitions de liens vers un même terme.
- Les liens externes sont à placer uniquement dans une section « Liens externes », à la fin de l'article. Ces liens sont à choisir avec parcimonie suivant les règles définies. Si un lien sert de source à l'article, son insertion dans le texte est à faire par les notes de bas de page.
- La présentation des références doit suivre les conventions bibliographiques. Il est recommandé d'utiliser les modèles {{Ouvrage}}, {{Chapitre}}, {{Article}}, {{Lien web}} et/ou {{Bibliographie}}. Le mode d'édition visuel peut mettre en forme automatiquement les références.
- Insérer une infobox (cadre d'informations à droite) n'est pas obligatoire pour parachever la mise en page.

Pour une aide détaillée, merci de consulter Aide:Wikification.
Si vous pensez que ces points ont été résolus, vous pouvez retirer ce bandeau et améliorer la mise en forme d'un autre article.
Pour les articles homonymes, voir The Singles Collection.
Compilations par Indochine
Génération Indochine
(10 avril 2004)
Singles
1. Nos célébrations
Sortie : 26 mai 2020
2. 3SEX
Sortie : 25 novembre 2020

Singles Collection 2001-2021 et Singles Collection 1981-2001 sont les quatrièmes et cinquièmes compilations (officielles) du groupe de pop rock français Indochine, parus respectivement les 28 août 2020 et 11 décembre 2020.
Ayant apprécié le travail du mixage effectué par Mick Guzauski sur l’album 13, le groupe refait appel à ce dernier pour remixer leurs principales chansons ainsi que l’inédit Nos célébrations présent dans le premier volet (2001-2021).
Le second volet (1981-2001) comporte lui aussi un inédit : 3SEX. C’est la reprise de la chanson 3e sexe réinterprétée par Christine and the Queens en duo avec Nicola Sirkis.

## Thème et pochette
Pour célébrer ses quarante ans de carrière, le groupe a décidé de remixer tous ses singles depuis 1981. Le cahier des charges étaient de faire en sorte que les morceaux soient tous égaux dans la dynamique. Ainsi, le groupe décide de refaire appel à Mick Guzauski qui s’était occupé du mixage de l’album 13 trois ans plus tôt.
La pochette du premier volet 2001-2021 a été photographiée au Sanatorium de Berlin (16 novembre 2019) par Erwin OLAF. Son but était de montrer les membres à leur début, mais à un âge encore plus jeune.
La pochette du second volet 1981-2001 est similaire à la précédente, sauf que le jeune de la pochette a grandi et est devenu un jeune adulte.

## Singles Collection 2001-2021(tracklisting)

### Disque 1
1. J'ai demandé à la lune (Mix 2020)
2. Mao Boy (Mix 2020)
3. Le Grand Secret (Mix 2020)
4. Marilyn (Mix 2020)
5. Popstitute (Mix 2020)
6. Electrastar (Mix 2020)
7. Un Singe En Hiver (Mix 2020)
8. Alice & June (Mix 2020)
9. Lady Boy (Mix 2020)
10. Adora (Mix 2020)
11. Pink Water (Mix 2020)
12. Crash Me (Mix 2020)
13. Little Dolls (Mix 2020)
14. Play Boy (Mix 2020)
15. Le Lac (Mix 2020)
16. Un Ange À Ma Table (Mix 2020)
17. Le Dernier Jour (Mix 2020)

### Disque 2
1. Memoria (Mix 2020)
2. College Boy (Mix 2020)
3. Black City Parade (Mix 2020)
4. Belfast (Mix 2020)
5. Traffic Girl (Mix 2020)
6. La Vie Est Belle
7. Un Été Français
8. Station 13
9. Song For A Dream
10. Karma Girls
11. Nos Célébrations (inédit)

### Disque bonus
1. Black Sky (version piano)
2. Lady Boy (version piano)
3. Un Ange À Ma Table (version piano)
4. Memoria (version piano)
5. Wuppertal (version piano)
6. Un Été Français (version piano)
7. La Vie Est Belle (version piano)
8. College Boy (version piano-voix)
9. Le Grand Secret (version piano-voix)

## Singles Collection 1981-2001(tracklisting)

### Disque 1
1. Dizzidence Politik (Mix 2020)
2. L’Aventurier (Mix 2020)
3. Miss Paramount (Mix 2020)
4. Kao-Bang (Mix 2020)
5. Canary Bay (Mix 2020)
6. 3ème Sexe (Mix 2020)
7. Trois Nuits Par Semaine (Mix 2020)
8. Tes Yeux Noirs (Mix 2020)
9. À L’Assaut (Des Ombres Sur L’O) (Mix 2020)
10. Les Tzars (Mix 2020)
11. La Machine À Rattraper Le Temps (Mix 2020)
12. La Chevauchée Des Champs De Blé (Mix 2020)
13. Le Baiser (Mix 2020)
14. Des Fleurs Pour Salinger (Mix 2020)
15. Punishment Park (Mix 2020)

### Disque 2
1. Savoure Le Rouge (Mix 2020)
2. Un Jour Dans Notre Vie (Mix 2020)
3. Kissing My Song (Mix 2020)
4. Drugstar (Mix 2020)
5. Satellite (Mix 2020)
6. Justine (Mix 2020)
7. Juste Toi Et Moi (Mix 2020)
8. Atomic Sky (Mix 2020)
9. Stef II (Mix 2020)

### Disque 3
1. Le Baiser (version piano)
2. Punishment Park (version piano)
3. Tes Yeux Noirs (version piano)
4. L’Aventurier (version piano)
5. Juste Toi Et Moi (version guitare-voix)

### Disque 4
1. 3SEX (ft. Christine And The Queens | version inédite)
2. 3SEX (ft. Christine And The Queens | version radio)
3. 3SEX (ft. Christine And The Queens | version Christine)

## Éditions

### Singles Collection 2001-2021
- Double CD Digisleeve[1]
- Triple CD Deluxe[2]
- Quintuple Vinyles[3]
- Double Cassettes[4]

### Singles Collection 1981-2001
- Triple CD Digisleeve[5]
- Quadruple CD Deluxe[6]
- Quadruple Vinyles[7]
- Double Cassettes[8]
- Box Collector[9]
- Box Collector (intégrale)[10]

## Crédits 2001-2021
- Composition de la musique de Nos Célébrations au studio RAK de Londres ;
- Écriture des textes de Nos Célébrations dans l’Eurostar, entre Paris et Londres ;
- Enregistrement au studio ICP de Bruxelles ;
- Mixage au studio ICP de Bruxelles et au studio Barking Doctor de Woodland Hills ;
- Mastering au studio Chab Mastering de Paris.

## Crédits 1981-2001
- Enregistrement au studio Saint-Germain de Paris, au studio Question de Son de Paris, au studio Electric Beach de Margate et au studio ICP de Bruxelles ;
- Mixage au studio ICP de Bruxelles et au studio Barking Doctor de Woodland Hills ;
- Mastering au studio Chab Mastering de Paris.

## Réception

### Singles Collection 2001-2021
Le 1er septembre 2020, l’album atteint les 29 758 exemplaires vendus, puis se classe no 1 au Top Albums en France.
Le 4 septembre 2020, l’album atteint les 44 735 exemplaires vendus, puis se classe no 1 au Top Albums en Belgique.
Le 8 septembre 2020, l’album dépasse les 50 000 exemplaires vendus : il est certifié disque d’or par le S.N.E.P..
Le 17 septembre 2020, l’album dépasse les 70 000 exemplaires vendus : le groupe reçoit un disque d’or.
Le 23 octobre 2020, l’album dépasse les 100 000 exemplaires vendus : il est certifié disque de platine par le S.N.E.P..
Le 31 octobre 2020, l’album dépasse les 110 000 exemplaires vendus : le groupe reçoit un disque de platine.
Le 18 décembre 2020, l’album atteint les 141 324 exemplaires vendus.
Le 4 janvier 2021, l’album dépasse les 150 000 exemplaires vendus.
Le 2 février 2021, l’album dépasse les 160 000 exemplaires vendus.
Le 15 avril 2021, l’album dépasse les 200 000 exemplaires vendus : il est certifié double disque de platine par le S.N.E.P..
Le 29 juin 2021, l’album dépasse les 215 000 exemplaires vendus : le groupe reçoit un double disque de platine[réf. nécessaire].
Le 24 août 2021, l’album dépasse les 225 000 exemplaires vendus.

### Singles Collection 1981-2001
Le 15 décembre 2020, l’album atteint les 29 687 exemplaires vendus, puis se classe no 1 au Top Albums en France.
Le 18 décembre 2020, l’album atteint les 51 471 exemplaires vendus, puis est certifié disque d’or par le S.N.E.P. (en une semaine) et se classe N°1 au Top Albums en Belgique.
En décembre 2020, le groupe reçoit un disque d’or.
Le 4 janvier 2021, l’album dépasse les 100 000 exemplaires vendus, puis est certifié disque de platine par le S.N.E.P. (en trois semaines).
Le 10 février 2021, le groupe reçoit un disque de platine[réf. nécessaire].
Le 29 mai 2021, l’album dépasse les 150 000 exemplaires vendus.
Le 24 août 2021, l’album dépasse les 166 000 exemplaires vendus.
Le 18 juillet 2022, l’album dépasse les 200 000 exemplaires vendus.

## Classements hebdomadaires et certifications

### Singles Collection (2001-2021)
| Classement (2020)            | Meilleure place |
| ---------------------------- | --------------- |
| Belgique (Flandre Ultratop)  | 52              |
| Belgique (Wallonie Ultratop) | 1               |
| France (SNEP)                | 1               |
| Suisse (Schweizer Hitparade) | 3               |
| Suisse (Charts Romandie)     | 1               |

| Pays          | Certifications | Équivalent ventes |
| ------------- | -------------- | ----------------- |
| France (SNEP) | Platine        | 225 000           |

### Singles Collection (1981-2001)
| Classement (2020)            | Meilleure place |
| ---------------------------- | --------------- |
| Belgique (Wallonie Ultratop) | 1               |
| France (SNEP)                | 1               |
| Suisse (Schweizer Hitparade) | 9               |

| Pays          | Certifications | Équivalent ventes |
| ------------- | -------------- | ----------------- |
| France (SNEP) | Platine        | 200 000           |